# Piskovich János
Piskovich Nepomuk János (Lugos, 1805 – Pest, 1847. április 7.) magyar sebészorvos, tanszékvezető egyetemi tanár, a gerontológia első hazai megfogalmazója.

## Élete
A partiumi Lugoson született. A középiskola végéig szülővárosában tanult. Az egyetemet Pesten végezte. A fővárosi Szent Rókus Kórház igazgató főorvosaként, előbb a Budapesti Sebészegylet, 1837. december 2-ától pedig a Budapesti Orvosegyesület tagja volt. Pest városának első főorvosaként működött.
1839-ben huszonöt éves felesége, rétei Rötth Jozefa tüdősorvadásban elhunyt, leánykájukat, Viktória Gizellát hátrahagyva.
Stáhly Ignác protomedikussá (országos főorvos) történt kinevezése után, 1841–1843 között mint helyettes egyetemi tanár a Pesti Egyetem sebészeti tanszékét vezette, gyakorlati sebészetet tanított.
A tanszéki pályázatok elbírálása után Balassa János nyerte el a tanszékvezetői kinevezést, aki miután elfoglalta helyét a hazai tudományos sebészet és a magyar orvosi iskola alapjait vetette meg.
Piskovichot 1847-ben fiatalon, negyvenkét éves korában, Pesten érte a halál.

## Munkái
- Dissertatio inaug. medico-chirurgica sistens herniam inguinalem et cruralem incarceratam. Budae, 1832.
- Az 1841–42. katonai évben sz. kir. Pest városa sz. Rochus polgári kórházban orvosi segélyt nyert betegek, elmekórosok, szülők s ebben létező agg-ápoló intézete állapotjának summás áttekintése. Uo. év n. (Németül. Uo.)